# Sébastien Puygrenier
Sébastien Puygrenier (né le 28 janvier 1982 à Limoges) est un footballeur français évoluant au poste de défenseur central.

## Biographie

### Formation
Sébastien Puygrenier commence le football à l'US Oradour-sur-Glane où jouaient son père et ses oncles[réf. nécessaire]. Le jeune défenseur intègre ensuite le centre de formation du Stade rennais, où il peaufine son apprentissage du ballon rond.

### Carrière professionnelle

#### Stade rennais
Lors de la saison 2002-2003, il effectue ses grands débuts dans le championnat de France, mais il ne joue que très peu, avec seulement trois apparitions en Ligue 1. Mis en confiance par Christian Gourcuff (l'entraîneur breton était en poste lorsque Puygrenier signa son premier contrat professionnel), les choses se compliquent à l'arrivée du nouvel entraîneur Vahid Halilhodžić. En quête de temps de jeu, il quitte alors le club breton et dépose ses valises en Lorraine, à Nancy. 

#### AS-Nancy-Lorraine
Le défenseur fait donc ses gammes au sein de la défense nancéienne, qui évolue à l'époque en Ligue 2. Progressivement, le joueur s'affirme, au point de devenir un élément incontournable du dispositif de Pablo Correa à la suite de la montée du club en Ligue 1. Sa complémentarité avec Pape Diakhaté en fait d'ailleurs une des meilleures défenses centrales du championnat français jusqu'au départ de ce dernier en 2007.
Sébastien Puygrenier est très réputé pour ses jaillissements dans la défense centrale et sa pugnacité qui lui a d'ailleurs valu une expulsion en finale de la Coupe de la Ligue en 2006 avec l'AS Nancy-Lorraine. Son très bon jeu de tête lui a également permis de marquer plusieurs buts décisifs pour l'équipe.  
Le joueur a fait partie de la liste des 25 joueurs sélectionnés pour le trophée du meilleur footballeur français de la saison 2007-2008. Il est élu dans l'équipe-type de Ligue 1 de la saison en défense centrale. Le joueur qui ne manque pas de talent est pisté par de nombreux clubs hexagonaux comme Lyon, Bordeaux, Rennes, Paris ou encore Saint-Étienne.

#### Zénith Saint-Pétersbourg
À l'été 2008, il décide de rejoindre le 27 juillet  le Zénith Saint-Pétersbourg, récent vainqueur de la coupe UEFA, après avoir fait au dernier moment volte-face au club de Saint-Étienne. Pour son premier match sous ses nouvelles couleurs, il reçoit un carton rouge seulement 13 minutes après avoir été rentré en jeu en seconde mi-temps. 
Le 29 août 2008 au stade Louis-II de Monaco, il remporte contre Manchester United la  Supercoupe d'Europe avec le Zénith Saint-Pétersbourg sur le score de deux buts à un. Malgré cela, l’expérience est mitigée pour le défenseur français qui n'aura réussi à se faire une place au sein d'une équipe comportant un grand nombre d'internationaux.

#### Prêt à Bolton Wanderers FC
En janvier 2009, il est prêté pour six mois aux Bolton Wanderers. Il n'y dispute que sept matches et n'est pas conservé par le club anglais à l'issue de la saison. 

#### Prêt à l'AS Monaco
Le 14 juillet 2009, le Zénith prête à nouveau Sébastien Puygrenier, avec option d'achat, cette fois-ci à l'AS Monaco. Ce prêt lui permet de retrouver du temps de jeu et une place de titulaire. Après une première bonne saison, Puygrenier est à nouveau prêté avec option d'achat à l'AS Monaco pour la saison 2010-2011. À la suite de la relégation du club en mai 2011, il annonce qu'il ne poursuivra pas sa carrière sur le rocher à l'issue de son prêt.

#### Retour à l'AS-Nancy-Lorraine
Le 29 décembre 2011, laissé libre par le Zénith, il signe son retour à l'AS Nancy-Lorraine pour un contrat de six mois. Dès le début de l'année 2012, il redevient titulaire au sein de la charnière centrale, contribuant à la spectaculaire remontée de son équipe lors des matchs retour du championnat.
La saison 2012-2013 sera l'une de ses meilleures saisons, avec une place de titulaire indiscutable. Il marquera même 7 buts en 36 matchs. Toutefois, le club est relégué en Ligue 2 à l'issue de la saison.

#### Kardemir Karabükspor
Libre, il signe pour le club turc de Kardemir Karabükspor pour deux saisons. Tout d'abord titulaire (il dispute les huit premiers matches de championnat), il sera peu après écarté du groupe à la suite d'un mal de dos temporaire. L'entraîneur ne fera plus appel à lui pour le reste de la saison.

#### AJ Auxerre
Le 27 juin 2014, après de longues négociations, Sébastien Puygrenier signe un contrat d'un an (plus un en option) en faveur de l'AJ Auxerre en Ligue 2. Pour son premier match officiel, il ouvre le score d'un but de la tête face au Havre AC (victoire 2-0). Il s'impose rapidement comme un des cadres de l'équipe de Jean-Luc Vannuchi et se voit même confier le brassard de capitaine de l'équipe icaunaise. Le 30 mai 2015, ils sont finalistes de la Coupe de France mais échouent devant le PSG, champion de France de Ligue 1, sur le score de 1 à 0 au Stade de France sur un but d'Edinson Cavani.
Son année en option est levée durant la saison et Sébastien continue une saison supplémentaire à l'AJ Auxerre pour la saison 2015-2016.

#### US Créteil-Lusitanos
Le 7 juillet 2016, il signe à l'US Créteil-Lusitanos. 
Le début de saison est compliqué puisque le joueur reçoit un carton rouge pour un tacle engagé lors de la première journée de National, contre le Paris FC.(défaite 3-1 à domicile)
Revenu de suspension, le joueur signe son premier but sous ses nouvelles couleurs à Dunkerque, ne pouvant cependant empêcher la défaite de l'US Créteil-Lusitanos (2-1).
Le joueur se reprend peu à peu et s'impose comme le patron de la défense cristolienne. Il est même décisif lors de la victoire de son club à Pau, en marquant le second but d'une frappe limpide en dehors de la surface de réparation.

### Reconversion
Il prend sa retraite sportive en janvier 2018 après 466 matchs et 42 buts, et entame une formation d'entraineur.
En juin 2021, après un an de formation au CNF Clairefontaine, il est diplômé du DESJEPS mention football. 
Le 17 mai 2022, il est diplômé du certificat d'entraîneur attaquant et défenseur (CEAD), diplôme nouvellement créé et délivré par la FFF.
Le 24 mai 2022, il est admis à la formation pour le brevet d'entraîneur formateur de football (BEFF), qui se déroulera pendant un an au CNF Clairefontaine.

## Statistiques
| Saison                | Club                     | Championnat           | Championnat | Championnat | Coupe nationale | Coupe nationale | Coupe de la Ligue | Coupe de la Ligue | Compétition(s) continentale(s) | Compétition(s) continentale(s) | Compétition(s) continentale(s) | Total | Total |
| Saison                | Club                     | Division              | M.          | B.          | M.              | B.              | M.                | B.                | Comp.                          | M.                             | B.                             | M.    | B.    |
| 2002-2003             | Stade rennais FC         | Ligue 1               | 3           | 0           | 3               | 0               | -                 | -                 | -                              | -                              | -                              | 6     | 0     |
| Sous-total            | Sous-total               | Sous-total            | 3           | 0           | 3               | 0               | -                 | -                 | -                              | -                              | -                              | 6     | 0     |
| 2003-2004             | AS Nancy-Lorraine (prêt) | Ligue 2               | 27          | 0           | 2               | 0               | 2                 | 0                 | -                              | -                              | -                              | 31    | 0     |
| 2004-2005             | AS Nancy-Lorraine (prêt) | Ligue 2               | 20          | 0           | -               | -               | 1                 | 1                 | -                              | -                              | -                              | 21    | 1     |
| 2005-2006             | AS Nancy-Lorraine        | Ligue 1               | 32          | 1           | 1               | 0               | 4                 | 1                 | -                              | -                              | -                              | 37    | 2     |
| 2006-2007             | AS Nancy-Lorraine        | Ligue 1               | 30          | 6           | 1               | 0               | 1                 | 0                 | C3                             | 6                              | 1                              | 38    | 7     |
| 2007-2008             | AS Nancy-Lorraine        | Ligue 1               | 33          | 3           | 1               | 0               | 3                 | 1                 | -                              | -                              | -                              | 37    | 4     |
| Sous-total            | Sous-total               | Sous-total            | 142         | 10          | 5               | 0               | 11                | 3                 | -                              | 6                              | 1                              | 164   | 14    |
| 2008-2009             | Zénith Saint-Petersbourg | Premier-Liga          | 9           | 1           | 1               | 0               | -                 | -                 | C1+SC                          | 3+1                            | 0                              | 14    | 1     |
| Sous-total            | Sous-total               | Sous-total            | 9           | 1           | 1               | 0               | -                 | -                 | -                              | 4                              | 0                              | 14    | 1     |
| 2008-2009             | Bolton Wanderers (prêt)  | Premier League        | 7           | 1           | -               | -               | -                 | -                 | -                              | -                              | -                              | 7     | 1     |
| Sous-total            | Sous-total               | Sous-total            | 7           | 1           | -               | -               | -                 | -                 | -                              | -                              | -                              | 7     | 1     |
| 2009-2010             | AS Monaco FC (prêt)      | Ligue 1               | 36          | 2           | 5               | 1               | -                 | -                 | -                              | -                              | -                              | 41    | 3     |
| 2010-2011             | AS Monaco FC (prêt)      | Ligue 1               | 31          | 1           | 1               | 0               | 1                 | 0                 | -                              | -                              | -                              | 33    | 1     |
| Sous-total            | Sous-total               | Sous-total            | 67          | 3           | 6               | 1               | 1                 | 0                 | -                              | -                              | -                              | 74    | 4     |
| 2011-2012             | AS Nancy-Lorraine        | Ligue 1               | 18          | 2           | 1               | 0               | -                 | -                 | -                              | -                              | -                              | 19    | 2     |
| 2012-2013             | AS Nancy-Lorraine        | Ligue 1               | 36          | 7           | 3               | 0               | 1                 | 0                 | -                              | -                              | -                              | 40    | 7     |
| Sous-total            | Sous-total               | Sous-total            | 54          | 9           | 4               | 0               | 1                 | 0                 | -                              | -                              | -                              | 59    | 9     |
| 2013-2014             | Kardemir Karabükspor     | Süper Lig             | 8           | 0           | 3               | 0               | -                 | -                 | -                              | -                              | -                              | 11    | 0     |
| Sous-total            | Sous-total               | Sous-total            | 8           | 0           | 3               | 0               | -                 | -                 | -                              | -                              | -                              | 11    | 0     |
| 2014-2015             | AJ Auxerre               | Ligue 2               | 37          | 4           | 8               | 0               | -                 | -                 | -                              | -                              | -                              | 45    | 4     |
| 2015-2016             | AJ Auxerre               | Ligue 2               | 38          | 3           | 1               | 1               | 1                 | 0                 | -                              | -                              | -                              | 40    | 4     |
| Sous-total            | Sous-total               | Sous-total            | 75          | 7           | 9               | 1               | 1                 | 0                 | -                              | -                              | -                              | 85    | 8     |
| 2016-2017             | US Créteil-Lusitanos     | National              | 31          | 5           | 1               | 0               | -                 | -                 | -                              | -                              | -                              | 32    | 5     |
| 2017-2018             | US Créteil-Lusitanos     | National              | 7           | 1           | 1               | 0               | -                 | -                 | -                              | -                              | -                              | 8     | 1     |
| Sous-total            | Sous-total               | Sous-total            | 38          | 5           | 2               | 0               | -                 | -                 | -                              | -                              | -                              | 40    | 5     |
| Total sur la carrière | Total sur la carrière    | Total sur la carrière | 403         | 36          | 39              | 2               | 14                | 3                 | -                              | 10                             | 1                              | 466   | 42    |

## Palmarès

### En club
- AS Nancy-Lorraine
  - Champion de Ligue 2 : 2005
  - Vainqueur de la Coupe de la Ligue : 2006

- Zénith Saint-Pétersbourg
  - Vainqueur de la Supercoupe d'Europe : 2008

- AJ Auxerre
  - Finaliste de Coupe de France : 2015

## Récompenses individuelles
- Chardon de l'année en 2007, 2008 et 2013 qui récompense le meilleur joueur de l'AS Nancy de toute la saison.
- Vainqueur du Trophée du joueur du mois UNFP novembre 2007
- Membre l'équipe-type de Ligue 1 de L'Équipe en 2007
- Membre de l'équipe-type de Ligue 1 aux Trophées UNFP  en 2008.